# Ilex wallichii
Ilex wallichii är en järneksväxtart som beskrevs av William Jackson Hooker. Ilex wallichii ingår i släktet järnekar, och familjen järneksväxter. Inga underarter finns listade i Catalogue of Life.